# Bodø Lufthavn
Bodø Lufthavn, (IATA: BOO, ICAO: ENBO) er en civil lufthavn ved Bodø, Norge. I 2009 ekspederede den 1.554.458 passagerer, 2.317 tons fragt og 41.782 flybevægelser. Lufthavnen deler landingsbane med den militære flybase Bodø hovedflystasjon.

## Destinationer og selskaber
| - Andenes (Widerøe) - Bergen (Widerøe) - Brønnøysund (Widerøe) - Harstad/Narvik (Widerøe) - Leknes (Widerøe) - Mo i Rana (Widerøe) - Mosjøen (Widerøe) | - Namsos (Widerøe) - Narvik (Widerøe) - Oslo (Norwegian, SAS) - Rygge (Norwegian) - Rørvik (Widerøe) - Røst (Widerøe) - Sandefjord (Widerøe) | - Sandnessjøen (Widerøe) - Stokmarknes (Widerøe) - Svolvær (Widerøe) - Tromsø (Norwegian, SAS) - Trondheim (SAS, Widerøe) - Værøy (Helikopter) |